# ブラスタギ

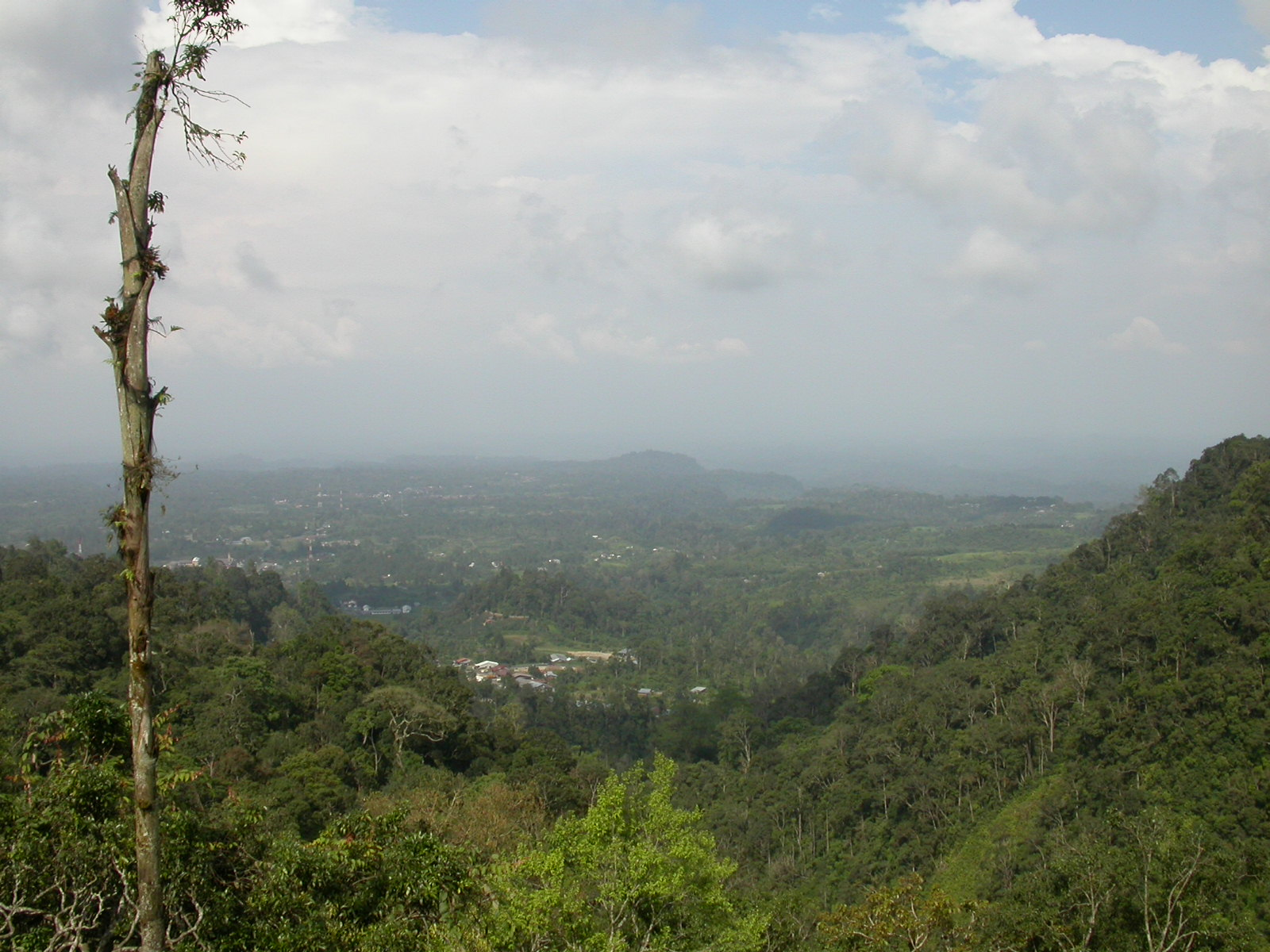
ブラスダギ周辺

ブラスタギ（Berastagi　（英語））は、インドネシアのスマトラ島北部のカロ県にある町。

## 概要
北部スマトラのカロ高原と海岸沿いの都市メダンを結ぶ主要道路の岐路に位置している。 1920年代にオランダ移民が寄宿制の学校を開校してから、町の重要性が増した。

ブラスタギの主要な経済活動として、カラフルな果物や野菜の市場と観光業である。 パッションフルーツで有名である。 観光スポットとして、シバヤク温泉のあるシバヤク山と、シナブング山の2つの活火山がある。
町はトバ湖への中継地点でもある。 民族ならびに言語グループとしては、カロ・バタク族が支配的である。